# Camarophyllopsis tetraspora
Camarophyllopsis tetraspora är en svampart som först beskrevs av Rolf Singer, och fick sitt nu gällande namn av Jørg H. Raithelhuber 1992. Camarophyllopsis tetraspora ingår i släktet Camarophyllopsis och familjen Hygrophoraceae.   Inga underarter finns listade i Catalogue of Life.